# Anthony Mandler
Anthony Mandler (Los Angeles, 1973. április 18. –) kereskedelmi videó és videóklip rendező, számtalan előadó klipjét rendezte. Sokszor dolgozott már Rihanna barbadosi énekesnővel, először az Unfaithful videóját rendezte, majd napjainkig az Only Girl (In the World), California King Bed és Man Down klipjén át rengeteg kisfilm munkálataiban részt vett. Kereskedelmi reklámokat többek között a Motorola, Samsung és Nike számára készített. Rengetegszer dolgozott Jay-Z és Drake társaságában is. Fotósként is dolgozott már az Entertainment Weekly, Esquire, Men’s Health, és ESPN The Magazine számára, ahova Ryan Phillippe, Eva Mendes, LeBron James, Eminem, Colin Farrell, David Beckham, Heath Ledger, és Katie Holmes nevű hírességekről készített képeket. Jelenleg az Allegra nevezetű filmes projekten dolgozik, a Vlad című film forgatását is elvállalta.

## Videók

### 2000
- 8Ball & MJG - Pimp Hard

### 2005
- Snoop Dogg - Ups & Downs/Bang Out
- M.I.A. - Bucky Done Gun
- Common - Testify
- Kem - Find Your Way
- 50 Cent - Hustler's Ambition
- Sean Paul - Ever Blazin'
- Eminem - When I'm Gone
- DPGC - Real Soon

### 2006
- Nelly Furtado - Maneater
- Rihanna - Unfaithful
- Ne-Yo - Sexy Love
- Sleepy Brown, Pharrell Williams és Big Boi - Margarita
- The Killers - When You Were Young
- Rihanna - We Ride
- Beyoncé - Irreplaceable
- Omarion - Ice Box
- Jay-Z - Lost One

### 2007
- Duran Duran - Falling Down
- Beyoncé - Get Me Bodied
- Snoop Dogg - Boss' Life
- Fergie - Big Girls Don't Cry
- Rihanna - Shut Up and Drive
- Enrique Iglesias - Somebody's Me
- Rihanna és Ne-Yo - Hate That I Love You
- The Killers - Tranquilize
- Spice Girls - Headlines (Friendship Never Ends)

### 2008
- OneRepublic - Stop and Stare
- Rihanna - Take a Bow
- OneRepublic - Say (All I Need)
- Bayje - Find a Way
- Rihanna - Disturbia
- Maroon 5 és Rihanna  - If I Never See Your Face Again
- T.I. és Rihanna - Live Your Life
- Akon - Right Now (Na Na Na)
- Enrique Iglesias - "Away
- Rihanna és Justin Timberlake - Rehab
- Wyclef Jean, will.i.am, Imposs, Jimmy O és Melissa Jiménez - Let Me Touch Your Button

### 2009
- John Legend - Everybody Knows
- Hikaru Utada - Come Back to Me
- Robin Thicke - Dreamworld
- Daniel Merriweather - Red
- The Killers - A Dustland Fairytale
- Melanie Fiona - Give It to Me Right
- Eminem - Beautiful
- Jay-Z - D.O.A. (Death of Auto-Tune)
- Daniel Merriweather - Impossible
- Maxwell - Bad Habits
- Jay-Z, Rihanna és Kanye West - Run This Town
- Mary J. Blige - The One
- Mary J. Blige - Stronger
- Mary J. Blige - I Am
- Ryan Leslie - You're Not My Girl
- Amerie - Heard 'Em All
- John Mayer - Who Says
- Rihanna - Russian Roulette
- Rihanna - Wait Your Turn
- Jay-Z és Mr Hudson - Young Forever

### 2010
- John Mayer - Heartbreak Warfare
- Nikki & Rich - Next Best Thing és Same Kind of Man
- Usher és Will.i.am - OMG
- Drake - Over
- Drake - Find Your Love
- Muse - Neutron Star Collision (Love Is Forever)
- Rihanna - Te Amo
- Christina Aguilera - You Lost Me
- Usher - "There Goes My Baby
- Drake - és Lil Wayne - Miss Me
- Drake, T.I. és Swizz Beatz - Fancy (Kiadatlan)[4]
- Trey Songz és Nicki Minaj - Bottoms Up
- Trey Songz - Can't Be Friends
- Rihanna - Only Girl (In the World)

### 2011
- Romeo Santos és Usher - Promise
- Jennifer Hudson - Where You At
- Rihanna - California King Bed
- Rihanna - Man Down
- Tyler, the Creator és Frank Ocean - She

## Fordítás
- Ez a szócikk részben vagy egészben  az   Anthony Mandler című angol Wikipédia-szócikk fordításán alapul.  Az eredeti cikk szerkesztőit annak laptörténete sorolja fel. Ez a jelzés csupán a megfogalmazás eredetét és a szerzői jogokat jelzi, nem szolgál a cikkben szereplő információk forrásmegjelöléseként.